# ألكسندر إباتوف

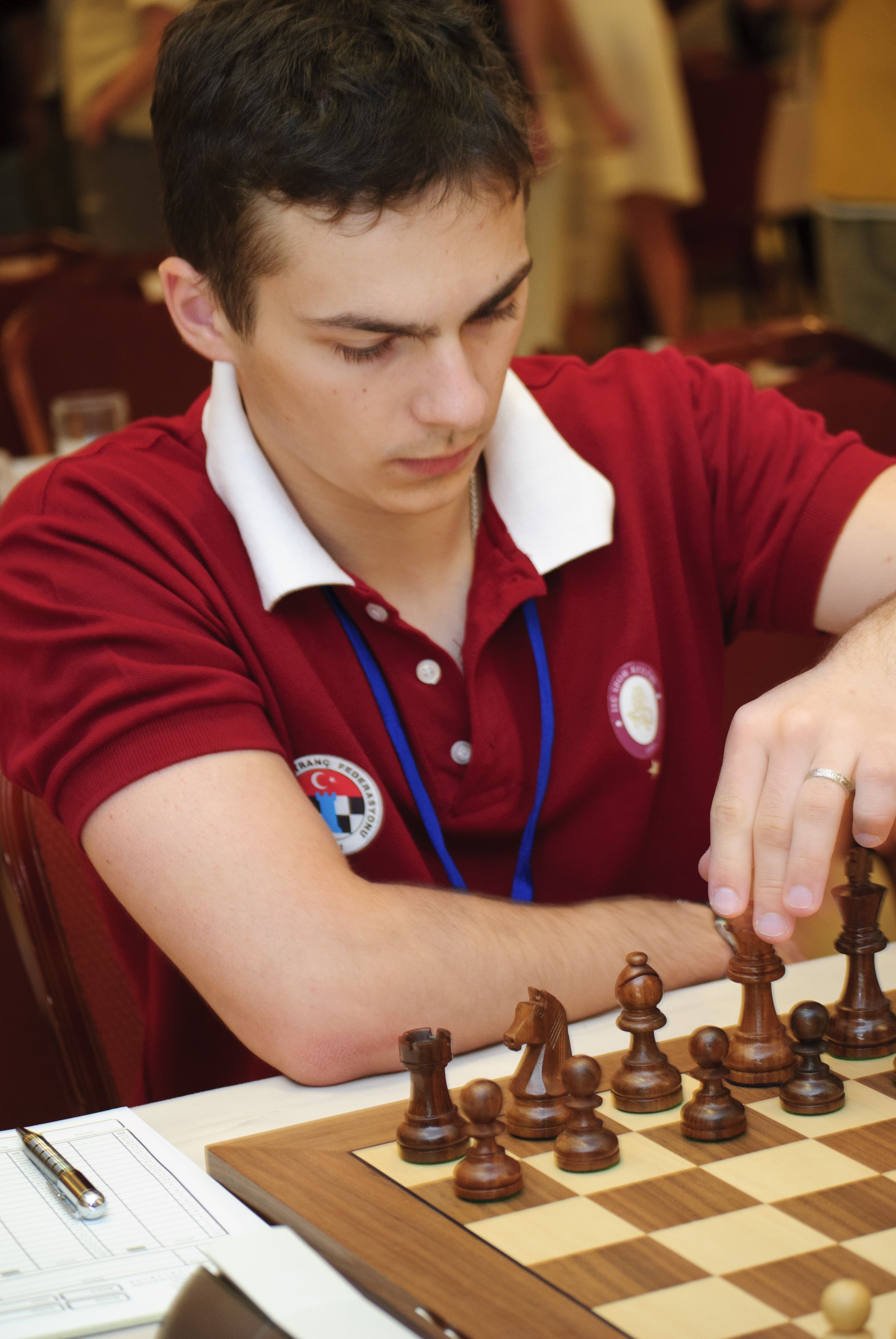
أثينا 2012

ألكسندرإباتوف (بالأوكرانية: Олександр Іпатов) ( مواليد يوليو 16، 1993، لفيف) -لاعب شطرنج تركي وأستاذ دولي كبير من أصل أوكراني كان يحمل الجنسية الإسبانية حتى فبراير 2012 .
تعلم لعب الشطرنج في سن الرابعة، على يد والده . بعد أربع سنوات من التدريب، حقق نجاحه الأول في مارس 2003، وأصبح وصيفا لبطل أوكرانيا في فئة أقل من عشر سنوات .وتأهل لبطولة العالم لفئة أقل من 10 سنوات التي اقيمت في اليونان واحتل المركز الحادي عشر .
في 2007 أصبح وصيفاً لبطل أوكرانيا في فئة أقل من 14 سنة، واحتل المرتبة الثامنة في بطولة العالم لفئة أقل من 14 سنة التي اقيمت في تركيا . نال لقب أستاذ دولي في سن الرابعة عشر ولقب أستاذ دولي كبير في سنة 2011.وفاز في 2012 بمدينة أثينا بطولة العالم للناشئين بنتيجة 10 نقاط من أصل 13 متقدما على ريشار رابورت الذي حقق نفس النتيجة بفضل طرق كسر التعادل.

## روابط خارجية
- ألكسندر إباتوف على موقع الاتحاد الدولي للشطرنج (الإنجليزية)
- ألكسندر إباتوف على موقع مباريات الشطرنج (الإنجليزية)
- ألكسندر إباتوف على موقع 365Chess.com (الإنجليزية)
- ألكسندر إباتوف على موقع Chesstempo.com (الإنجليزية)
- ألكسندر إباتوف على موقع الاتحاد الأمريكي للشطرنج (الإنجليزية)
- ألكسندر إباتوف سجل أولمبياد الشطرنج على موقع OlimpBase.org (الإنجليزية)